# آنجلو پارادیزو
آنجلو پارادیزو (انگلیسی: Angelo Paradiso؛ زادهٔ ۱۴ فوریهٔ ۱۹۷۷) بازیکن فوتبال اهل ایتالیا است.
از باشگاه‌هایی که در آن بازی کرده‌است می‌توان به باشگاه ورزشی لاتزیو، باشگاه فوتبال لچه، باشگاه فوتبال بیرکیرکارا، باشگاه فوتبال چزنا، باشگاه فوتبال پیزا، و باشگاه فوتبال ناپولی اشاره کرد.